# 降谷建志
降谷 建志（ふるや けんじ、1979年〈昭和54年〉2月9日 - ）は、日本のミュージシャン、俳優。ミクスチャー・ロックバンドDragon Ashのボーカル・ギター 。同バンドでは作詞・作曲・リーダーも担当。Kj（ケージェイ）及びKENJI FURUYA名義でも活動。愛称は、けんじ、けんちゃん。東京都出身。本名は古谷 建志（読み同じ）。父は俳優の古谷一行。元妻はタレント・女優のMEGUMI。長男は俳優の降谷凪。

## 略歴
青山学院初等部、青山学院中等部、青山学院高等部中退後、代々木高等学校（通信制）に編入学、卒業。1年間の留学経験あり。後のDragon Ashのメンバーとなる桜井誠とは中学時代、BOTSとは高校時代からの同級生。
1996年に桜井誠、馬場育三と共にDragon Ashを結成、同年6月に川崎CLUB CITTA'にて初ライブ（この時の観客はKjの後輩ら4人ほど）。1997年2月21日アルバム『The day dragged on』でDragon Ashのボーカリストとしてビクターエンタテインメントよりメジャー・デビュー。1999年頃よりヒップホップの要素を取り入れ、主にラッパーとして活動。客演も盛んになり、Sugar Soul「Garden」、wyolicaの「風をあつめて」、スケボーキングとのEPISODE シリーズ、等に参加。当時の交際相手であった青山学院時代の同級生、MIHOの歌手デビューを後押し、音楽プロデューサーを務めた。Dragon Ashが中心となり、ジャンルのクロスオーバーをコンセプトとした音楽イベント「Total Music Communication（通称TMC）」を主催。2001年にユニット、Steady&Co.のメンバーとして活動、2003年に音楽プロジェクトnidoを結成。
2015年、降谷建志名義でソロ活動を開始。3月16日配信シングル「Swallow Dive」を発売、同年5月20日シングル「Stairway」、6月17日アルバム『Everything Becomes The Music』を発売。2018年より、ソロ活動時のサポートメンバーとともに新たなバンド「The Ravens」としての滑動を開始。2020年10月3日に配信シングル「Golden Angle」をリリース。2022年8月31日に1stアルバム「ANTHEMICS」をリリース。
2023年9月11日、体調不良のため、同月17日に行われる予定の「WILD BUNCH FEST.2023」への出演をキャンセルすることを発表。1か月ほど前から、強い胸部の痛みやめまい、立ちくらみなどの症状が現れ、検査の結果、狭心症もしくは心臓神経症と診断されているという。9月24日、10月3日から始まるThe Ravensのツアーを決行することを発表。9月30日に開催される音楽フェス「THE DROP FESTIVAL 2023 in JAPAN」で活動を再開。11月2日、体調不良によりDragon Ashの11月のライブハウスツアー5公演を開催延期することを発表。あわせて、「パニック障害」と診断されたことを明らかにした。12月13日、復帰を報告した。

## 人物
血液型はB型。趣味はサッカー。毎週日曜日に自らチームを組んで試合を行う。好きなクラブチームはインテル、Jリーグではガンバ大阪。好きな選手はフアン・セバスティアン・ベロン。ロック業界での交友関係は広い。ミュージシャンでは森山直太朗と親交が深い。芸人ではフットボールアワーの岩尾望と親交が深い。
好物はきゅうりとかりかり梅。

## 家族
父は俳優の古谷一行。芸名についてはDragon Ashとして成功する以前から親の七光りに頼らずやっていきたいとの理由により、父が俳優の古谷一行という事実を隠し、名字を降谷と一字漢字を変えた。
2008年7月7日にタレント・女優のMEGUMIと結婚。2009年2月6日に第1子男児が誕生した。
長男の降谷凪は、2020年1月公開の映画『ラストレター』で俳優デビューした。
2023年9月27日、『週刊文春』で降谷の不倫とMEGUMIとの別居が報じられたことを受け、Instagramにて別居を認め、離婚する意向を示した。同年12月30日にInstagramで離婚成立を発表した。

## 俳優業
Dragon Ashデビュー以前の1995年、東宝配給映画『ゲレンデがとけるほど恋したい。』松井健治役で俳優デビュー。当時の芸名は「kenji」。
2013年の大河ドラマ『八重の桜』に斎藤一役として出演。このドラマへの出演オファーは「寝耳に水」だったと言い、決意する要因として、東日本大震災の被災地である福島県を舞台にしていることを挙げ、「自分が出ることで支援金に100円でも1000円でも上乗せできるのなら…と思ったら、『NO』という度胸がなかった」とコメントしている。
以降はいくつかの映画・ドラマに出演しており、2017年、映画『アリーキャット』で映画初主演を果たす。

## ディスコグラフィ

### シングル
| 発売日         | タイトル   | 備考           |
| -------------- | ---------- | -------------- |
| 2015年5月20日  | Stairway   | 完全生産限定盤 |
| 2015年12月16日 | Prom Night |                |

### 配信シングル
| 発売日        | タイトル     |
| ------------- | ------------ |
| 2015年3月16日 | Swallow Dive |

### アルバム
| 発売日         | タイトル                     |
| -------------- | ---------------------------- |
| 2015年6月17日  | Everything Becomes The Music |
| 2018年10月17日 | THE PENDULUM                 |

## タイアップ
| 起用年 | 曲名           | タイアップ                                       |
| ------ | -------------- | ------------------------------------------------ |
| 2015年 | Stairway       | NEC「LAVIE Hybrid ZERO」CMソング                 |
| 2015年 | Prom Night     | フジテレビ系ドラマ『トランジットガールズ』主題歌 |
| 2018年 | ワンダーラスト | 映画 『虹色デイズ』エンディングテーマ            |
| 2018年 | Where You Are  | SUBARU「レヴォーグ」CMソング                     |

## 参加作品
| アーティスト                  | タイトル                                     | 発売日         | 収録曲 |
| ----------------------------- | -------------------------------------------- | -------------- | --- |
| Zeebra                        | THE RHYME ANIMAL REMIX E.P.2                 | 1999年2月24日  | 真っ昼間(Remix) |
| MIO                           | (If I were a little)Mermaid                  | 1999年6月19日  | (If I were a little)Mermaid(Funky piano mix)                                                                                           |
| Sugar Soul                    | Garden                                       | 1999年9月8日   | Garden |
| Sugar Soul                    | Garden                                       | 1999年9月8日   | 此こへ来て |
| Sugar Soul                    | Garden                                       | 1999年9月8日   | Private Garden |
| Sugar Soul                    | うず                                         | 2000年5月24日  | 此こへ来て -Toshihiko Mori remix- |
| Sugar Soul                    | うず                                         | 2000年5月24日  | Garden -final mix- |
| Sugar Soul                    | Balance                                      | 2001年1月24日  | Garden |
| Sugar Soul                    | soul jam                                     | 2002年5月22日  | Garden |
| Sugar Soul                    | sugar soul                                   | 2003年10月29日 | Garden |
| wyolica                       | 風をあつめて                                 | 1999年10月1日  | 風をあつめて |
| SBK                           | Episode1 feat.Kj                             | 2000年3月23日  | Episode1(SBK feat.Kj) |
| SBK                           | magic moment…                                | 2000年9月27日  | Episode1(SBK feat.Kj) |
| SBK                           | KILLING FIELD                                | 2001年8月29日  | Episode3 |
| SBK                           | RETURNS                                      | 2008年11月26日 | Episode V(SBK featuring Kj) |
| MIHO                          | OVER/ESPERANZA                               | 2000年6月7日   | ESPERANZA |
| MIHO                          | OVER/ESPERANZA                               | 2000年6月7日   | ESPERANZA (DJ Ballicane REMIX) |
| TMC ALLSTARS                  | TMC Graffiti                                 | 2000年7月26日  | TMC Graffiti |
| AIR                           | Right Riot                                   | 2001年3月2日   | Right Riot |
| 麻波25                        | MOB SQUAD                                    | 2003年3月19日  | MOB SQUAD II |
| MONDO GROSSO                  | SHININ'                                      | 2003年5月2日   | SHININ' |
| m-flo                         | ASTROMANTIC                                  | 2004年5月26日  | Way U Move (m-flo loves Dragon Ash) |
| SOURCE                        | Daily Report                                 | 2004年9月8日   | Glowly(feat.Kj) |
| ACO                           | mask                                         | 2006年2月22日  | リクノリトウ |
| V.A                           | Last Days - Tribute To Mr.k                  | 2006年4月5日   | injurious(LAS VELAS（Kenji Furuya＋Shigeo）名義）                                                                                      |
| 10-FEET                       | 6-feat                                       | 2006年4月19日  | River ≪wow Wow Unite Remix≫(Feat.kj)                                                                                                   |
| スカポンタス                  | ONE SHOT TRIP                                | 2006年8月23日  | Amber Music(feat.Kj,TAKUMA) |
| POSSIBILITY                   | New World                                    | 2008年10月8日  | lost music |
| データスピーカ                | VIVID IN LIFE feat. Kj (Dragon Ash)          | 2008年11月26日 | VIVID IN LIFE(feat. Kj) |
| KO-JI ZERO THREE              | Gravitation                                  | 2008年12月17日 | ESPERANZA |
| Miss Monday                   | The Light feat.Kj , 森山直太朗 , PES         | 2009年1月28日  | The Light(feat.Kj , 森山直太朗 , PES)                                                                                                  |
| AGGRESSIVE DOGS a.k.a UZI-ONE | 蒼き餓狼                                     | 2009年4月8日   | loud (feat.kj(Drafon Ash),金子ノブアキ(RIZE),アイニ(DATASPEAKER),SATOSHI-KOJIMA(山嵐),Q(ラッパ我リヤ),KO-JI ZERO THREE(GNz-WORD),黒兄) |
| Every Little Thing            | Every Best Single ~COMPLETE~                 | 2009年12月22日 | Time goes by ~as time goes by (Kj MIX)                                                                                                 |
| 山嵐                          | fellowship 〜湘南音祭のテーマ〜feat.Jesse,Kj | 2010年6月23日  | fellowship 〜湘南音祭のテーマ〜 (山嵐 feat.Jesse,Kj)                                                                                   |
| DABO                          | HI-FIVE                                      | 2010年11月3日  | AZS feat.Kj |
| ALLY&DIAZ                     | ALLY&DIAZ                                    | 2011年6月29日  | Paradise City(with Kj & SATOSHI) |
| ALLY&DIAZ                     | ALLY & DIAZ II                               | 2013年5月22日  | After The Rain(with Kj & Leyona) |
| AA=AiD                        | We're not alone(フリーダウンロード)          | 2011年7月1日   | We're not alone |
| SPECIAL OTHERS                | Sailin'                                      | 2011年9月14日  | Sailin' |
| SOLZICK                       | MUSIC COLLECTION                             | 2011年11月5日  | Glee |
| JAPAN UNITED with MUSIC       | All You Need Is Love                         | 2012年3月7日   | All You Need Is Love |
| AA=                           | M SPECIES                                    | 2015年11月22日 | M SPECIES(AA= × Kj) |
| AA=                           | #5                                           | 2016年5月18日  | M Species (#5 Ver.) |
| JiLL                          | NAKED                                        | 2016年8月3日   | Make The Road The Late Sessions with Kj & YALLA FAMILY                                                                                 |
| YEN TOWN BAND                 | my town Feat. Kj                             | 2016年6月22日  | my town Feat.Kj |
| YEN TOWN BAND                 | diverse journey                              | 2016年7月20日  | my town Feat.Kj |
| 卍LINE                        | 真説 ～卍忍法帖～ 福流縁 壱ノ巻 天           | 2017年5月17日  | Soul Ship(卍LINE & Kj) |
| SMORGAS                       | NEUBLU                                       | 2018年2月7日   | IT'S SHOW TIME feat Kj, H ZETT M, DJ MASS, 前田サラ                                                                                    |
| The BONEZ                     | Straight Up (feat.Kj) - Single               | 2024年7月22日  | Straight Up feat. Kj |

## 出演

### 映画
- ゲレンデがとけるほど恋したい。（1995年12月9日） - 松井健治 役
- けものがれ、俺らの猿と（2001年7月21日）- 青年 役（友情出演）
- 手紙（2003年10月11日公開）（父の古谷一行と共演）
- アリーキャット（2017年7月14日） - 主演・リリィ 役[15]
- こどもしょくどう（2019年3月23日） - ミチルの父 役
- 劇場版 アナウンサーたちの戦争（2024年8月16日） - チャーリー吉井 役[18]

### テレビドラマ
- 大河ドラマ・八重の桜（2013年、NHK総合） - 斎藤一 役
- 放送90年 大河ファンタジー「精霊の守り人」最終章（2017年11月 - 2018年1月、NHK総合） - カーム 役[19]
- 風の向こうへ駆け抜けろ（2021年12月18日・25日、NHK総合）[20]
- NHKスペシャルドラマ　アナウンサーたちの戦争（2023年8月14日、NHK総合）- チャーリー吉井 役

### 配信ドラマ
- 上下関係（2021年7月30日より全10話配信、LINE NEWS VISION）- 豊田響 役

### CM
- SONY
  - MD WALKMAN（2000年）
  - オーディオキャンペーン（2001年）

### その他
- ANIMAX MUSIX(ナレーション)